# تيتسويا شيوكاوا
تيتسويا شيوكاوا (باليابانية: 塩川 哲也) (مواليد 10 أبريل 1968)، هو لاعب كرة قدم سابق كان يلعب كلاعب وسط.